# Vladimír Babnič
Vladimír Babnič (14. prosince 1926 Kokava nad Rimavicou – 5. ledna 2011 Bratislava) byl slovenský prozaik a publicista.

## Životopis
V letech 1940 až 1946 absolvoval gymnázium v Banské Bystrici, poté začal studovat právo na Právnické fakultě Univerzity Komenského v Bratislavě, studium však nedokončil. Věnoval se novinářské a redakční činnosti. Nejprve působil jako redaktor a později jako šéfredaktor časopisu Život. Byl redaktorom Nového slova, Světa v obrazech a Československé tiskové kanceláře. Kromě toho byl šéfredaktorem Tatrapressu a redaktor vydavatelství Šport. Spolupracoval s rozhlasem i televizí a psal rozhlasové hry. Je spoluautorem turistických průvodců a obrazových publikací o Vysokých Tatrách, Piešťanských lázních, Bratislavě a obecně celém Slovensku.
Kromě redakční činnosti se věnoval i literatuře. V roce 1964 napsal román Život, láska moja. V roce 1968 Poľovníckym chodníčkom, v roce 1984 knížku pro děti Dravec z Katrinho brala. V roce 1998 vyšla jeho kniha Na večné časy, která připomínala události roku 1968.

## Dílo
- Život, láska moja (1964)
- Štepy pre vnukov (1984)
- Poľovníckym chodníčkom (1968)
- Dravec z Katrinho brala (1984)
- Na večné časy (1998)